# Khenda
Khenda (en rus: Хенда) és un poble del Daguestan, a Rússia, que en el cens del 2010 tenia 39 habitants. Pertany al districte rural de Gunib.